# Пасичник, Иван Никитович
Иван Никитович Пасичник (26 октября 1927, Нарцизовка, Липовецкий район — 19 июня 2012) — украинский советский деятель, звеньевой механизированного звена колхоза имени XXII съезда КПСС Липовецкого района Винницкой области. Герой Социалистического Труда (1971). Депутат Верховного Совета СССР 7—8-го созывов.

## Биография
Родился 26 октября 1927 года в селе Нарцизовка Липовецкого района (ныне Винницкой области) в крестьянской семье.
В 1944—1945 годах — ученик крепёжника шахты.
В 1946—1951 годах — служба в Советской армии.
Образование среднее. В 1951—1953 годах — ученик курсов трактористов училища механизации сельского хозяйства.
В 1953—1961 годах — тракторист, с 1961 года — звеньевой механизированного звена колхоза имени XXII съезда КПСС села Лукашовка Липовецкого района Винницкой области. Звено из года в год, начиная с 1965 года, выращивало высокие урожаи сахарной свеклы (по 430—490 ц/га на площади 175 га).
Член КПСС с 1968 года.
Потом — на пенсии в селе Нарцизовка Липовецкого района Винницкой области.
Умер 19 июня 2012 года.

## Награды
- Герой Социалистического Труда (8.04.1971);
- дважды Орден Ленина (8.04.1971);
- Орден Октябрьской Революции;
- медали;
- Заслуженный механизатор сельского хозяйства Украинской ССР (1978).